# Atlantic LNG
Atlantic LNG, of voluit Atlantic LNG Company of Trinidad and Tobago, is een producent van vloeibaar aardgas. De fabriek staat in Point Fortin aan de zuidwestkust van Trinidad. De fabriek bestaat uit vier installaties met een totale jaarcapaciteit van bijna 15 miljoen ton lng.

## Activiteiten
Op het fabrieksterrein staan vier installaties voor de productie van vloeibaar aardgas. De capaciteit van Trein 1 is 3 miljoen ton lng per jaar, de Treinen 2 en 3 hebben elk een capaciteit van 3,3 miljoen ton en Trein 4 is de grootste met een capaciteit van 5,2 miljoen ton. De totale capaciteit komt daarmee op 14,8 miljoen ton, hetgeen vergelijkbaar is met 20 miljard m³ aardgas.
Er staan opslagtanks met een totale capaciteit van 524.000 m³. Er zijn twee steigers van 700 meter lang waaraan gastankers met een capaciteit van 145.000 m³ kunnen aanmeren. Er werken zo’n 650 mensen op het terrein.
Het gas komt uit offshore velden vooral gelegen ten oosten van Trinidad. Tussen de gasvelden op zee en de gasinstallaties liggen pijplijnen met een diameter van 620 mm tot 910 mm. 

## Geschiedenis
Trinidad heeft een lange geschiedenis van asfalt, olie- en gaswinning. 
Het aardgas werd aanvankelijk gebruikt om een energie-intensieve industrie in het land op te bouwen. Dit was economisch niet erg succesvol. Na de vondst van nieuwe gasvelden besloten in 1993 Cabot LNG, National Gas Company of Trinidad and Tobago, Amoco en British Gas de mogelijkheden voor een vloeibaar gas installatie uitgebreid te bestuderen. Atlantic LNG werd officieel opgericht in juli 1995.
Met de bouw van de eerste installatie werd in 1996 begonnen. Het kwam op 13 maart 1999 officieel in gebruik en op 1 mei 1999 werd het eerste gas verscheept met bestemming Boston. Cabot LNG had zich verplicht om gedurende een periode van 20 jaar het lng af te nemen terwijl Amoco zich verplichtte om volodende aardgas te leveren.
Korte tijd later keurde de overheid nieuwe plannen goed voor de bouw van twee extra installatie. In augustus 2002 kwam Trein 2 gereed en in april 2003 nummer 3. De laatste en grootste installatie kwam in december 2005 klaar. Er werd nog een studie gedaan naar een vijfde installatie, maar deze is nooit gebouwd. Elke installatie heeft zijn eigen groep van aandeelhouders, waarvan BP de belangrijkste is.
In 2014 kocht Royal Dutch Shell diverse aardgas en lng belangen van het Spaanse Repsol. Met de koop werd de Nederlandse energiegigant ook deeleigenaar van de installaties op Trinidad.
BP is de grootste olie- en gasproducent van het land met een aandeel van 60% in het totaal. Per jaar wordt zo’n 40 miljard m³ aardgas gewonnen. Van het aardgas wordt ongeveer de helft in het land gebruikt als brandstof voor elektriciteitscentrales of als grondstof voor de chemische industrie. De rest wordt als lng geëxporteerd en heeft vooral de Verenigde Staten als bestemming. 
Begin 2015 begon de aardgas leveringen te haperen en daalde onder de 34 miljard m³ in 2017. Er was niet voldoende gas beschikbaar om de installaties volledig te benutten. Hierin kwam in 2018 weer verbetering nadat BP’s Juniper gasveld in productie kwam.